# Lepeophtheirus anguilli
Lepeophtheirus anguilli is een eenoogkreeftjessoort uit de familie van de Caligidae. De wetenschappelijke naam van de soort is voor het eerst geldig gepubliceerd in 1976 door Hameed.